# Wapen van Tuvalu

Wapen van Tuvalu

Het wapen van Tuvalu bestaat uit een schild met daaronder een lint; het wapen staat op de dienstvlag van Tuvalu.
Het schild heeft een gouden rand, gedecoreerd met acht mosselen en acht bananenplantbladeren die verwijzen naar de acht atollen van Tuvalu die oorspronkelijk bewoond waren (Tuvalu is Tuvaluaans voor "acht eilanden", maar de archipel bestaat uit minstens 113 eilanden). Centraal in het schild staat een Tuvaluaans ontmoetingshuis (maneapa) onder een blauwe lucht op groene grond. Onder het huis staan gestileerde oceaangolven afgebeeld in blauw en goud.
Het lint bevat de tekst Tuvalu mo te Atua, Tuvaluaans voor "Tuvalu voor de Almachtige". Dit is het nationale motto en ook de titel van het Tuvaluaanse volkslied.
Australië · Fiji · Kiribati · Marshalleilanden · Micronesia · Nauru · Nieuw-Zeeland · Oost-Timor · Palau · Papoea-Nieuw-Guinea · Salomonseilanden · Samoa · Tonga · Tuvalu · Vanuatu
Afhankelijke gebieden

Amerikaans-Samoa · Cookeilanden · Frans-Polynesië · Guam · Nieuw-Caledonië · Niue · Norfolk · Noordelijke Marianen · Pitcairn · Tokelau-eilanden · Wallis en Futuna